# Monolito
Un monolito (pronunciato monòlito o meno correttamente monolìto), anche detto monolìte, è un ente geologico come una montagna, consistente di un unico blocco massiccio di pietra o roccia; oppure può essere un singolo pezzo di roccia piazzato come un monumento, o all'interno di esso. L'erosione comunemente porta alla luce formazioni geologiche, che sono spesso costituite da una roccia metamorfica molto dura e solida.
Etimologia: dal latino monolithus, a sua volta derivato dal greco antico μονόλιϑος (monólithos), parola composta da μόνος ("uno" o "singolo") e λίϑος ("pietra").
Nella storia del cinema, un posto d'onore spetta al celebre monolito nero di 2001: Odissea nello spazio di Stanley Kubrick, che conduce gli esseri viventi con cui viene a contatto a un'evoluzione del loro stato come forme di vita.

## Monoliti geologici
I tre più grandi sulla Terra sono:
1. Mount Augustus, in Australia
2. La Peña de Bernal, in Messico
3. Stone Mountain, negli Stati Uniti (Georgia)

## Monoliti geologici suddivisi per continente di appartenenza

### Africa
- Aso Rock, Nigeria
- Ben Amera, Mauritania
- Massiccio Brandberg, Namibia
- Zuma Rock, Nigeria

### America del Nord
- Beacon Rock, Gola del Columbia, Washington, Stati Uniti
- Bottleneck Peak, Sids Mountain, Utah, Stati Uniti
- Devils Tower, Wyoming, Stati Uniti
- El Capitan, Yosemite Valley (parco nazionale di Yosemite), California, Stati Uniti
- Enchanted Rock, Llano Uplift, Texas, Stati Uniti
- Haystack Rock, Contea di Clatsop, Oregon, Stati Uniti
- Looking Glass Rock, Contea di Transylvania, Carolina del Nord, Stati Uniti
- La Peña de Bernal, Querétaro, Messico
- Stawamus Chief, Squamish, Columbia Britannica, Canada
- Stone Mountain, Stone Mountain in Georgia, Stati Uniti

### America del Sud
- Torres del Paine, Cile
- Pedra da Galinha Choca, Ceará, Brasile
- Pan di Zucchero, Brasile
- El Peñón de Guatapé, Colombia

### Antartide
- Monolito di Scullin
- Monolito di Murray

### Asia
- Gilbert Hill, Mumbai, in India
- Savandurga, provincia di Karnataka, in India

### Australia
- Bald Rock, presso Tenterfield, Nuovo Galles del Sud
- Mount Coolum, Queensland
- Mount Wudinna, presso Wudinna, Australia Meridionale
- Kokerbin Rock, Australia Occidentale
- Uluṟu, Territorio del Nord

### Europa
- Frau Holle Stone, presso Fulda, Germania.
- Humber Stone, Humberstone, presso Leicester, Regno Unito.
- King Arthur's Stone (Cornovaglia), Regno Unito.
- Logan Stone (Trereen, Cornovaglia), regno Unito.
- Odin Stone (Stenhouse, Isole Orcadi; distrutto nel 1814)
- Peñón de Ifach, Comunità Valenciana, Spagna
- Pietra Cappa (Parco nazionale dell'Aspromonte - San Luca, in provincia di Reggio Calabria), Italia.
- Ponte del Diavolo (Frignano), in provincia di Modena, Italia.
- Rocca di Gibilterra
- Sasso Remenno (Lombardia, Italia)

Molti di questi monoliti sono collegati a leggende.

## Monoliti monumentali
- Pietra sommitale del Mausoleo di Teodorico, Ravenna
- Piedra del Sol, calendario azteco "Pietra del Sole"
- Stonehenge
- Grotte di Ellora
- Stele egizia
- Obelischi
- Ogham Stone, Irlanda
- Pietre di Adamo ed Eva, Avebury, Wiltshire, Regno Unito
- Complesso monolitico di Carnac, Francia
- La Grande Sfinge di Giza, Egitto

## Monoliti extraterrestri
- Monolito di Fobos, sul satellite naturale Fobos
- Monolito di Marte, sul pianeta Marte